# Alcidedorbignya
Alcidedorbignya is een uitgestorven zoogdier behorend tot de Pantodonta. Dit dier leefde in het Vroeg-Paleoceen voor in Zuid-Amerika. Het geslacht omvat één soort, A. inopinata.

## Naamgeving
Alcidedorbignya inopinata werd in 1987 door De Muizon en Marshall beschreven. De geslachtsnaam verwijst naar de Franse bioloog Alcide d'Orbigny. De soortnaam betekent "onverwacht" en verwijst naar het feit dat Alcidedorbignya de eerste, en tot nu toe enige, bekende pantodont van een zuidelijk continent is.

## Fossiele vondsten
Alcidedorbignya werd in 1987 beschreven aan de hand van fossiele vondsten in de Santa Lucía-formatie bij Tiupampa in het Boliviaanse department Cochabamba in de Cordillera Central. De eerste vondsten bestonden uit kaakfragmenten en tanden uit het boven- en ondergebit van zowel volwassen exemplaren als meerdere jonge dieren. Inmiddels zijn een vrijwel compleet skelet (specimen MHNC 8372, gevonden in 1999), meerdere gedeeltelijke schedels en honderden geïsoleerde beenderen gevonden van Alcidedorbignya. Het zijn een van de best bewaarde fossielen van placentaire zoogdieren uit het Vroeg-Paleoceen en waarschijnlijk het oudste skelet van een placentair zoogdier dat zo goed bekend is. Schedels en skeletten waren wel al bekend van buideldieren in de Santa Lucía-formatie, maar die van Alcidedorbignya zijn de eerste van een zoogdier uit de Eutheria. Een vijfde van alle zoogdierfossielen uit de Santa Lucía-formatie is van Alcidedorbignya en daarmee is het het algemeenste placentaire zoogdier van Tiupampa.

## Voorkomen
Alcidedorbignya is de op een na oudst bekende pantodont en dit dier leefde 65 miljoen jaar geleden, één miljoen jaar na de overgang van het Krijt naar het Kenozoïcum dat gepaard ging met het uitsterven van de dinosauriërs. Een geïsoleerde kies uit de Tullock-formatie in de Amerikaanse staat Montana is iets ouder. De pantodonten bereikten Zuid-Amerika vermoedelijk in het vroegste Paleoceen via een tijdelijke landbrug met de Grote Antillen en Noord-Amerika.

## Kenmerken
Alcidedorbignya was een kleine pantodont met het formaat van een grijze eekhoorn. De kopromplengte was ongeveer 25 cm met een staart van circa 17 cm lang. Het gewicht van Alcidedorbignya wordt geschat op 500 gram. Het skelet wijst op een redelijk behendig, gegeneraliseerd zoogdier dat op de grond leefde met goede klimvaardigheden. Alcidedorbignya was een zoolganger en in staat om op zijn achterpoten te staan. Deze pantodont had geen klauwen en daarmee niet in staat om te graven. Alcidedorbignya had aan de tenen waarschijnlijk nagelachtige hoeven of primaatachtige nagels. Het was een omnivoor of herbivoor. Bij een vindplaats die wordt aangeduid als "The Quarry" zijn 33 kaken van juveniele dieren en 35 kaken van volwassen dieren gevonden. Dit betekent mogelijk dat Alcidedorbignya in groepen leefde. Uiterlijk komt Alcidedorbignya het meest overeen met Pantolambda, de oudste Noord-Amerikaanse pantodont. Dit geslacht is bekend van schedels en skeletten uit het Torrejonian van New Mexico. Alcidedorbignya was slechts een derde van de grootte van Pantolambda bathmodon, de kleinste en oudste Noord-Amerikaanse pantodont, met een gracielere bouw, een primitiever gebit en een gegeneraliseerder aspect van de schedel en het skelet. Bovendien leefde Alcidedorbignya drie miljoen jaar eerder dan Pantolambda bathmodon.

## Verwantschap
Op basis van het gebit werd Alcidedorbignya bij de oorspronkelijke beschrijving ingedeeld in de eigen familie Alcidedorbignyidae, omdat het te weinig gespecialiseerd was voor indeling bij de Pantolambdidae. Fylogenetische analyse in 2015 toonde aan dat alle pantodonten nauw verwant zijn en een monofyletisch groep binnen de Laurasiatheria vormen met de Tillodontia als zustergroep. Alcidedorbignya vormt het zustertaxon van een clade met de Pantolambdoidea en Coryphodontoidea. De bouw van de tanden van Alcidedorbignya verschillen van die van pantodonten uit de Harpyodidae en Bemalambdidae en hebben karakteristieken die voorkomen bij alle Noord-Amerikaanse pantodonten. 